# Thecaphora solani
Thecaphora solani (Thirum. & M.J. O’Brien) Mordue – gatunek podstawczaków należący do rodziny Glomosporiaceae. Grzyb mikroskopijny, pasożyt ziemniaka, wywołujący u niego chorobę o nazwie głownia ziemniaka. W 2015 r. gatunek ten znalazł się na liście organizmów kwarantannowych Unii Europejskiej.

## Systematyka
Pozycja w klasyfikacji według Index Fungorum: Thecaphora, Glomosporiaceae, Urocystidales, Incertae sedis, Ustilaginomycetes, Ustilaginomycotina, Basidiomycota, Fungi.
Po raz pierwszy opisali go w 1877 r. Mandayani Jeersannidhi Thirumalachar i M.J. O’Brien, nadając mu nazwę Angiosorus solani. Obecną nazwę nadała mu Janet Elizabeth Mary Mordue w 1988 r. Synonimy:
- Angiosorus solani Thirum. & M.J. O’Brien 1974
- Thecaphora solani Barrus 1944[4].

## Morfologia i rozwój
Bazydiospory rzadko występują pojedynczo, zwykle są zebrane w pakiety po 2–8 zarodników. Pakiety mają wymiary15–50 × 12–40 μm. Zarodniki mają kształt od kulistego do kanciastego, wymiary 7,5–20 × 8–18 μm. Są ściśnięte, ale można je rozdzielić, po stronie przylegającej są gładkie, gęsto brodawkowane po stronie wolnej.
T. solani przeżywa w glebie lub w resztkach bulw, a zarodniki uważa się za długowieczne, choć nie wiadomo, jak długo mogą przetrwać. Częstość występowania choroby wzrasta w przypadku braku płodozmianu i sprzyja jej wysoka wilgotność i słone gleby. Obserwacje terenowe wskazują, że chorobę przenoszą bulwy.